# 人間失格 (漫画)
『人間失格』（にんげんしっかく）は、古屋兎丸（原案：太宰治）による日本の漫画。『週刊コミックバンチ』（新潮社）の2009年2月20日号より連載中。『週刊コミックバンチ』の休刊に伴い、同社の『月刊コミック@バンチ』に移籍し、2011年6月号（4月21日発売）まで連載された。単行本は全3巻。全12話。話数は「第○の日記」で表わされる。

## あらすじ
漫画家の古屋兎丸はある日、新連載のネタにつまってネットサーフィンをしていると、個人の日記が書かれた『人間失格』というサイトに出会う。そこには3枚の写真があり、裕福そうな家族に囲まれた6歳時の写真、美少年に成長した17歳時の写真、まるで老人のように生気を失った25歳時の写真が上げられていた。古屋はその写真の男『大庭葉蔵』に興味を持ち、「彼にいったい何があったのか?」と大庭の日記を読み始める。

## 登場人物
大庭葉蔵（おおば ようぞう）
本作の主人公。
裕福な家に生まれ、本人も容姿端麗・成績優秀と順風満帆な人生を送っていた。他人に好かれようとひたすら道化を演じていたが、演じるのに疲れ、美術予備校に逃げ場を求めるようになる。そこで悪友・堀木と出会い、酒、タバコ、風俗、政治団体とますます不登校になりついには留年。実家から勘当され仕送りも止まり、彼の人生が大きく狂い始める。
堀木正雄（ほりき まさお）
葉蔵の通っていた美術予備校の生徒で、悪友。原作と異なり年齢は葉蔵の1つ上。
葉蔵のおごりで風俗やキャバクラに通うなど遊び好きで、葉蔵からは『表裏のない道化』と評される。葉蔵の心中未遂後に再会したときには雑誌のイラストの仕事をしていた。女性関係にだらしがない葉蔵を軽蔑しつつも、友人として付き合っている。
佐々木（ささき）
葉蔵が堀木に誘われ参加した大日本労働者維新連合会のリーダー。東大の博士卒のニート。
国会議事堂や大企業の爆破計画を企てていた。
岬（みさき）
大日本労働者維新連合会のメンバーで佐々木の女。
彼女に手を出したことで葉蔵はテロの実行犯を命じられ、連合会から逃げ出すこととなった。
アゲハ
葉蔵と心中未遂を起こした女性。その時に彼女だけ亡くなった。享年30。本名は泉谷真美（いずみや まみ）。
葉蔵が通ったキャバクラのキャバクラ嬢で、既婚だが夫は刑務所にいる。右手にアゲハチョウの刺青をしている。
ヒラメ
葉蔵の父親の太鼓持ちをしていた骨董商。本名は渋田平蔵（しぶた へいぞう）。
心中未遂後に警察から葉蔵の身元を引き受けた。その対価として葉蔵の父親から月25万円のお金を受け取っており、そのお金を受け取り続けるため葉蔵を家に軟禁している。
葉蔵が小さい頃はよく遊んでもらったらしいが、引き取ってからは葉蔵を「人間のクズ」と評するなど冷たく当たっている。魔裟斗（まさと）という息子が1人いる。
田中静子（たなか しずこ）
堀木がイラストを描いている雑誌の編集者。栞（しおり）という娘が1人いる。
心中未遂後に葉蔵がヒラメの軟禁から逃げるために転がり込んだ。葉蔵に漫画の仕事を紹介した人物で、半年以上同棲していたが葉蔵の逃亡により終わりを迎える。
ママ
葉蔵が静子から逃げ出したあと住み込みで働いているBAR『マノス』のママ。
葉蔵から「自分の全てを受け入れてくれるマリア様みたいなもの」と評される。
朝井佳乃（あさい よしの）
葉蔵がよく行くタバコ屋の娘。高校を出たばかりの18歳。
葉蔵からプロポーズされ、それを受ける。

## 単行本
1. 2009年6月15日発刊 ISBN 978-4-10-771486-2
2. 2010年2月15日発刊 ISBN 978-4-10-771542-5